# Giselle Soubiran
Giselle Soubiran, née Bonvalot le 15 septembre 1916 à Paris 14e et morte le 31 août 2012 à Beaumont-sur-Oise, est une kinésithérapeute française. Elle est à l’origine, avec Julian de Ajuriaguerra, de la création de la profession paramédicale de psychomotricien. 

## Biographie
Son père est artiste et sa mère est directrice d’école. Elle se marie avec André Soubiran, médecin et écrivain, et s’inscrit en psychologie à la Sorbonne. Elle obtient le diplôme de massothérapie, puis de masseur-kinésithérapeute (1949). Elle exerce à l’Institut Édouard Claparède de Neuilly. 
Elle exerce dans le service de guidance infantile de l’hôpital Henri Rousselle, alors dirigé par Julian de Ajuriaguerra, neuropsychiatre et psychanalyste français. Ils créent dans ce cadre des activités de psychomotricité, et elle devient cheffe de ce service, travaillant notamment sur les troubles du tonus et commençant à définir les différents types psychomoteurs des patients. Elle élabore progressivement sa propre méthode qu’elle nommera « relaxation psychosomatique », pour les adultes et pour les enfants et met au point, un bilan de psychomotricité, qui doit permettre de poser une indication précise de rééducation psychomotrice et d’instaurer un projet de soin et un traitement individuel ou en groupe. 
Elle devient consultante à l’Institut médico-pédagogique La Mayotte de Montlignon, à l’École des Roches de Verneuil-sur-Avre et à l’École des cadres du cours Fidès qui deviendra le Centre Étienne-Marcel, et crée le service de thérapie psychomotrice et relaxation de l’Institut Claparède. À la section des femmes de la prison de la Roquette, elle fait des psychothérapies de relaxation et propose des activités d'expression corporellenotamment pour des personnes atteintes de dépression. Enfin, elle ouvre un cabinet libéral de consultations à Paris. 
En 1957, Julian de Ajuriaguerra et Giselle Soubiran proposent un enseignement de psychomotricité non structuré aux médecins stagiaires de l’hôpital Henri-Rousselle et publient ensemble dans la revue La Psychiatrie de l’enfant, un article intitulé « Indications et techniques de rééducation psychomotrice en psychiatrie infantile » qui rend compte de leurs recherches. 
En 1960, Giselle Soubiran devient membre de la Société française de médecine psychosomatique. Elle publie avec Paul Mazo en 1965 La réadaptation scolaire des enfants intelligents par la rééducation psychomotrice. 
En 1967, elle crée à Paris, Nice et Bordeaux des centres de formation privée en psychomotricité, l'Institut supérieur de rééducation psychomotrice et de relaxation psychosomatique (ISRP), dont elle assure la direction générale tout en enseignant la méthode de relaxation qu’elle a mise au point. Elle continue à organiser des manifestations et des rencontres scientifiques, notamment les premières Journées internationales de psychomotricité et de relaxation en février 1971. En 1974, elle est également associée à l’élaboration des programmes du diplôme d’État de psychorééducateur.
En 1985, le métier de psychorééducateur prend le nom de psychomotricien, et la psychomotricité, désormais reconnue par un diplôme d'État, est rattachée aux professions paramédicales.  
Elle cosignera un ouvrage avec Jean-Claude Coste (alias Jean-Claude Jitrois) en 1975 intitulé Psychomotricité et relaxation psychosomatique.
Elle meurt le 31 août 2012, à Beaumont-sur-Oise.

## Distinctions
- Officier de l'ordre national du Mérite (2012)[7]

## Articles
- Avec Ajuriaguerra J. de, Garcia Badaracco J., Trillat E.(1956) « Traitement de la crampe des écrivains par la relaxation. Le processus de guérison à partir de l’expérience tonique », Encéphale, 45e année, no 2, p. 141-171, Paris, Doin
- Avec Ajuriaguerra J. de (1959) « Indications et techniques de rééducation psychomotrice en psychiatrie infantile », La Psychiatrie de l’Enfant, vol. 2, fasc.2, p. 423-494, Paris, PUF
- (1962) « Formes d’inadaptation scolaire susceptibles de bénéficier de la rééducation psychomotrice », Revue de Neuropsychiatrie infantile, 10e année, no 1-2, p. 38-45, Paris, ESF
- Avec Jolivet B. (1967) « La rééducation psychomotrice et ses techniciens », Revue pratique de psychologie de la vie sociale et d’hygiène mentale, no 1, p. 3-35, Paris, La Croix marine
- (1985) « Sur la mémoire en Psychomotricité et Relaxation psychosomatique », La Psychomotricité, vol. 9, no 4, p. 147-149, Paris, Masson
- (pt) (1986) « Falando do corpo e sobre o corpo », Do Corpo e Da Linguagem, 4 (12), p. 85-86, Rio de Janeiro, Icobé
- (pt) (1986) « Educação e Psicomotricidade », IV Enapsim Natal, p. 25-26
- (1988) « Relaxation psychosomatique : adjuvant et relais thérapeutique dans la fonction tonico-émotionnelle », in IFERT, HISSARD M.J. (Sous la dir.) Les relaxations thérapeutiques aujourd’hui, p. 72-79, Paris, L’Harmattan
- (es) (1988) « Sobre a memória em psicomotricidade e relaxaçäo psicosomática », in HERMANT G., O corpo e sua memória, Tradução : Maria José PerilloIsaac e Maria Salete Bento Cicarone (membros do GEFIT), Capitulo I, p. 13, São Paulo, Editora Manole Ltda
- (es) (1988) « Abbordagem dos problemas sexuais pela relaxaçäo », in Hermant G., O corpo e sua memória, Tradução : Maria José Perillo Isaac e Maria SaleteBento Cicarone (membros do GEFIT), Capitulo II, p. 323, São Paulo, Editora Manole Ltda
- (es) (1988) « Cerebro y movimiento », Psicomotricidad (Revista de estudios yexperiencias del CITAP, Madrid), no 30, p. 45-50
- (1991): « Autour des termes : somatopsychique, somatothérapie », Somatothérapies, p. 23
- (1991) « Environnement et rythmes. Carences, suppléances et adaptation. Réponses en psychomotricité et relaxation », Évolutions psychomotrices, no 12, p. 11-12
- (1991) « Bilan graphomoteur et perspectives thérapeutiques » (Interview de J.P. Badefort), Évolutions psychomotrices, no 14, p. 44-48
- (1991) « Pourquoi peut-on dire de la psychomotricité qu’elle constitue une psychothérapie à médiation corporelle ? », Entretiens de Psychomotricité, p. 148-153, Paris, ESF
- (1992) « À propos de la relation tonico-émotionnelle et des niveaux de communication », Évolutions Psychomotrices, no 17, p. 2
- (1992) « L’examen graphomoteur, le traitement des crampes fonctionnelles et des troubles graphomoteurs », Entretiens de Psychomotricité, p. 107-117, Paris, ESF
- (1993) « Sur la dépression d’hier et d’aujourd’hui », Entretiens de psychomotricité, p. 67-68, Paris, ESF
- (it) avec Boscaini F. (1993) « Il rilassamento psicomotorio nel bambino secondo G.B. Soubiran », Ricerche e Studi in Psicologia del Corpo e in Psicomotricità, anno I, no 3, p. 11-14
- (1994) « Troubles des apprentissages et cognition », Évolutions psychomotrices, no 23, p. 3
- (it)(1999) « La memoria corporea in Psicomotricità e Rilassamento », Ricerche e Studi in Psicologia del Corpo e in Psicomotricità, anno VII, no 2, p. 22-24
- (2004) « Madame Giselle Soubiran. Prises de notes de l’interview du 20 janvier 2002. Entretien avec Julie Galopin et Élise Guyton », Thérapie Psychomotrice et Recherches, n° Hors-série Spécial 40 ans, « Filiations, transmissions et héritages en psychomotricité », sous la direction de M. Tordjman et coordonné par J. Boutinaud, p. 18-23
- (it) (2012) « Attualità della Psicomotricità in Pedagogia e in Terapia », Ricerche e Studi in Psicologia del Corpo e in Psicomotricità, anno XX, no 3, p. 31-34

## Ouvrages
- Giselle Soubiran et Paul Mazo, <La réadaptation scolaire des enfants intelligents par la rééducation psychomotrice>, Paris, Doin, 1965
- Giselle Soubiran et Jean-Claude Coste, <Psychomotricité et relaxation psychosomatique>, Paris, Doin, 1975
- Giselle Soubiran et Paul Mazo, <La Reeducación psicomotriz y los problemas escolares>, Barcelone, Médico y técnica, 1980
- Giselle Soubiran et Jean-Claude Coste, <Psicomotricità e rilassamento psicosomatico>, Rome, Armando, 1983
- Soubiran G.B. et Coste J.C., Psicomotricidad y relajación psicosomatica, Madrid, Garcia Nuňez, 1989
- Giselle Soubiran et Paul Mazo (trad. Franco Boscaini), <Disadattamento scolastico e terapia psicomotoria>, Vérone, Libreria Universitaria Editrice, 1991